# Aigonnay
Aigonnay is een plaats en voormalige gemeente in het Franse departement Deux-Sèvres in de regio Nouvelle-Aquitaine en telt 574 inwoners (2005). De plaats maakt deel uit van het arrondissement Niort.

## Geschiedenis
Aigonnay is op 1 januari 2019 gefuseerd met de gemeenten Mougon-Thorigné en Sainte-Blandine tot de gemeente Aigondigné. 

## Geografie
De oppervlakte van Aigonnay bedraagt 14,2 km², de bevolkingsdichtheid is 40,4 inwoners per km².
De onderstaande kaart toont de ligging van Aigonnay met de belangrijkste infrastructuur en aangrenzende gemeenten.

## Demografie
Onderstaande figuur toont het verloop van het inwonertal.
Aigonnay · Mougon · Sainte-Blandine · Thorigné